# Kaschkawal

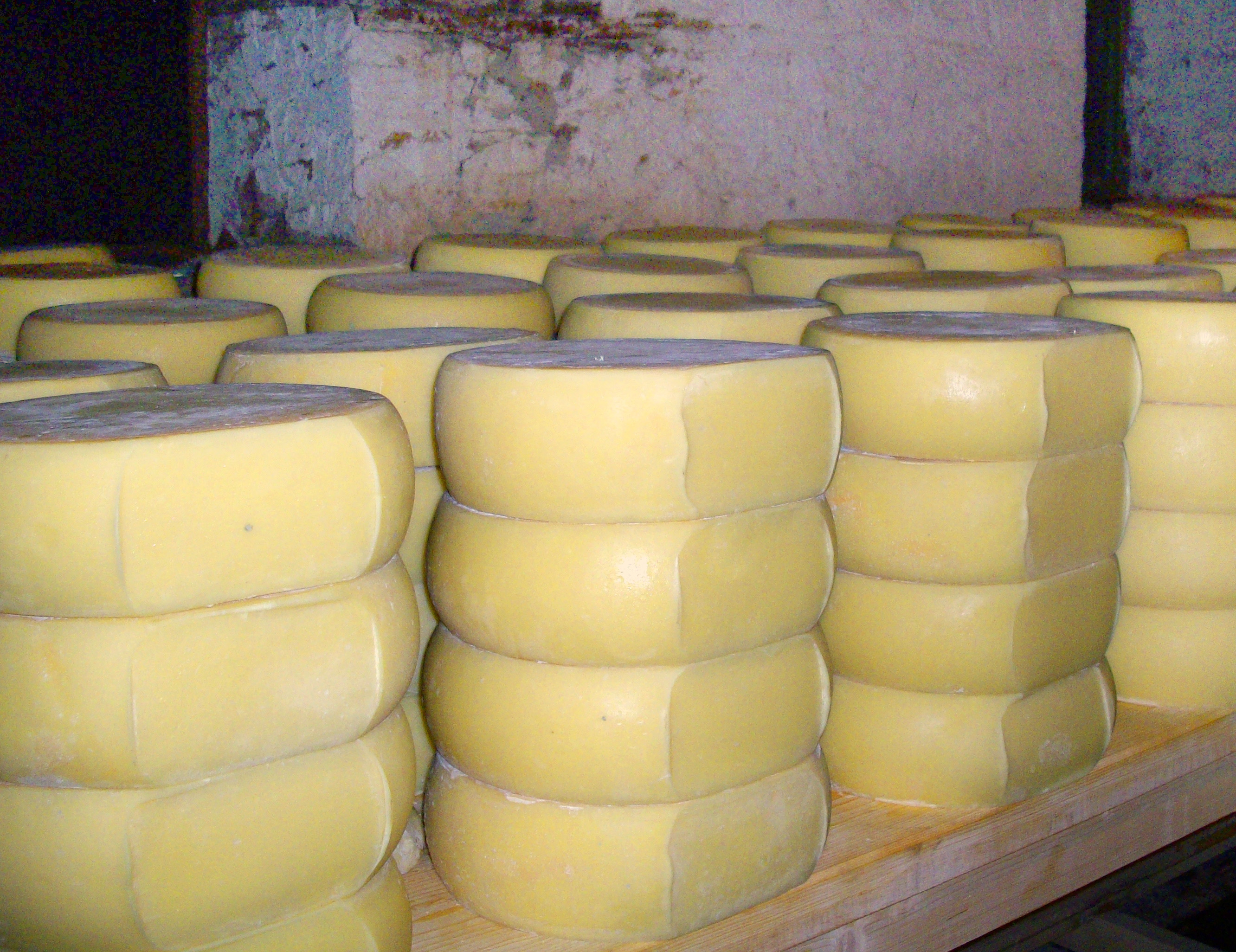
Kaschkawal

Kaschkawal (andere Schreibweisen Kaşkaval, Kashkaval, Kačkavalj) ist ein strohfarbener Filata-Käse aus Schafmilch oder Kuhmilch, der auf dem Balkan und in der Türkei hergestellt wird. Das Wort wird allerdings auch häufig für sämtliche gelben Käsesorten verwendet. Die Bezeichnung ist möglicherweise eine Verballhornung vom italienischen Käse Caciocavallo, oder umgekehrt könnte Caciocavallo durch Volksetymologie aus Kaschkaval entstanden sein.
In Bulgarien war Kaschkawal (bulgarisch кашкавал) bis 1990 praktisch der einzige Schnittkäse. Daneben gab es nur noch den als Sirene (Сирене) bezeichneten Salzlakenkäse sowie Schmelzkäse und geräucherten Käse im Handel.
Kaschkawal ist ein sehr reifer Käse (Hartkäse), der auf der Zunge eine leicht heterogene, krümlige Struktur aufweist und geschmacklich dem italienischen Pecorinokäse ähnelt. Kaschkawal besitzt einen überdurchschnittlich hohen Anteil von Fett und Proteinen (jeweils mehr als 25 Prozent). Gewöhnlich wird er nicht als Schnittkäse verzehrt, da er sich nicht sehr gut in dünne Scheiben schneiden lässt und zudem traditionell eher in gröberen Stücken gegessen wird. Eine typische Zubereitungsart für die warme Küche ist der dem griechischen Saganaki ähnliche „panierte Käse“, für den der Kaschkawal in dicke Scheiben geschnitten und gebraten wird (bulgarisch: „Кашкавал пане“ – panierter Käse).
Im ehemaligen Jugoslawien wird der Käse Kačkavalj genannt und sowohl aus Schafs- als auch aus Kuhmilch hergestellt. Spezielle Sorten sind der Pirotski kačkavalj, (Пиротски качкаваљ.) aus Serbien sowie der Korab aus Nordmazedonien. Die in Rumänien als Cașcaval bezeichneten Käsesorten umfassen auch andere Sorten von Schnittkäse.